# Phare de Lime Kiln
Le phare de Lime Kiln est un phare situé sur San Juan Island, la plus grande des îles de San Juan (Comté de San Juan), dans l'État de Washington aux (États-Unis).
Ce phare est géré par la Garde côtière américaine, et les phares de l'État de Washington sont entretenues par le District 13 de la Garde côtière  basé à Seattle.
Ce phare fait partie du Lime Kiln Point State Park (en), un parc d'État. Il est inscrit au Registre national des lieux historiques depuis le 14 décembre 1978 .

## Histoire
Une première lumière fonctionnant à l'acétylène avait été installée sur un four à chaux ( Lime Kiln (en)) de 1860. Ce fut la première lumière établie dans l'État de Washington  en 1914. Cinq ans plus tard, en 1919, une maison-phare a été construite.
Cette station de signalisation guide la navigation dans le détroit de Haro, depuis le côté  ouest de l'île. Elle marque le passage entre l'île de Vancouver (Canada) et San Juan Island.
Le phare est la propriété de l'US Coast Guard et géré le Lime Kiln Point State Park .

## Description
Le phare de Lime Kiln est une tour octogonale, avec galerie et lanterne cylindrique de 12 m de haut, s'élevant d'un bâtiment d'un étage contenant la corne de brume. Le phare est peint en blanc, la lanterne est grise. Ce phare est de même conception que le phare d'Alki Point à Seattle. Deux maisons de gardiens et d'autres bâtiments datent aussi de cette époque.
La lanterne a été équipée d'une lentille de Fresnel de 4e ordre qui a fonctionné pour la première fois le 30 juin 1919. Le phare a été automatisé en août 1962, en utilisant des cellules photoélectriques. En 1998, la lentille de Fresnel a été remplacée par une optique moderne, clignotant une fois toutes les 10 secondes.
Cette lumière émet, à une hauteur focale de 16 m, un flash blanc toutes les 10 secondes. Sa portée nominale est de 17 milles nautiques (environ 31 km). Une corne de brume est toujours en activité (1 blast/30 secondes).
Identifiant : ARLHS : USA-433 - Amirauté : G5335 - USCG : 6-19695.

## caractéristique duFeu maritime
Fréquence : 10 secondes (alternativement W)
- Lumière : 1 seconde
- Obscurité : 9 secondes

|                 |
| San Juan Island |

|             |
| La Lanterne |

|          |
| Le phare |

### Lien connexe
- Liste des phares de l'État de Washington